# Houses at 37–47 North Fifth Street

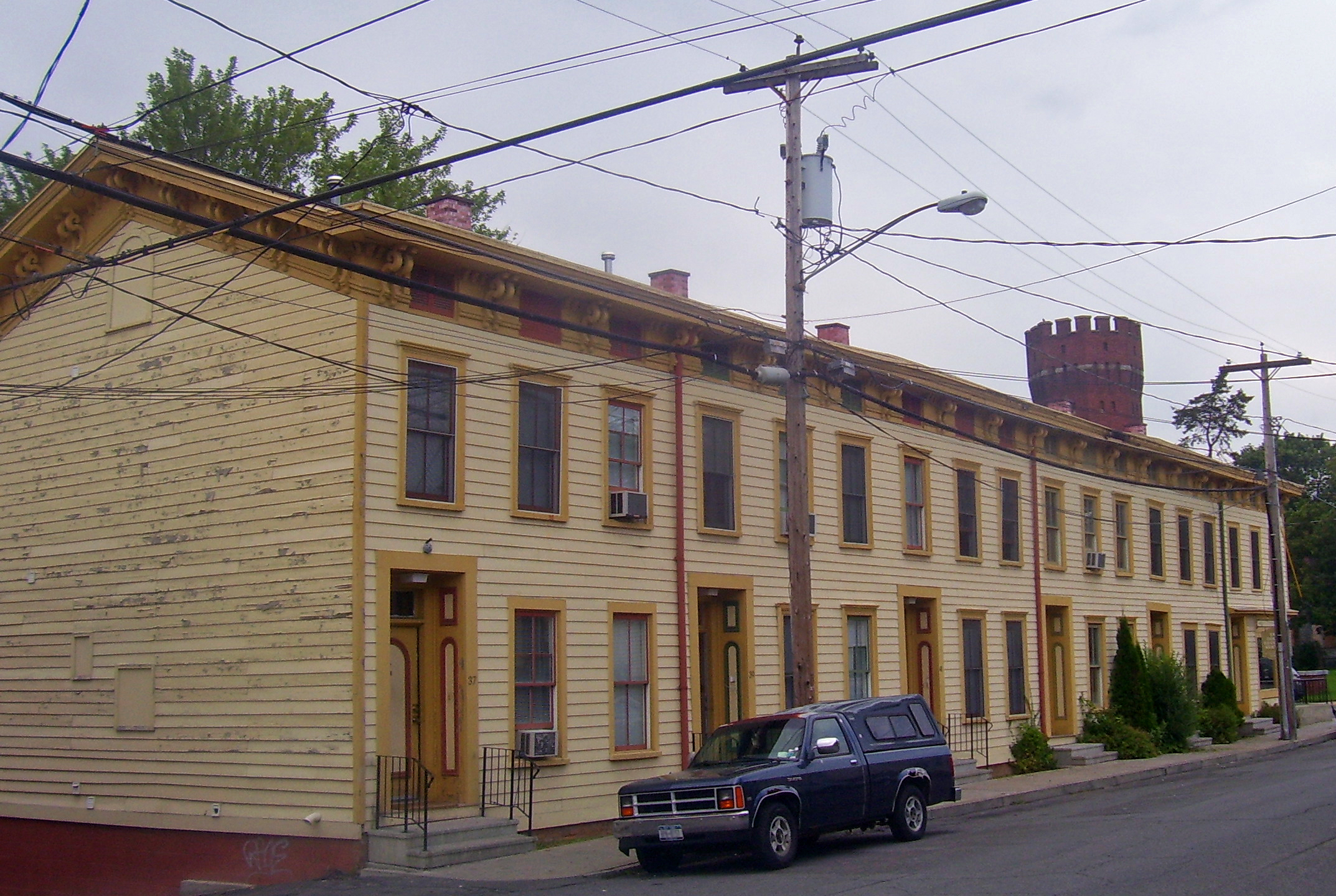
Blick auf die Häuserreihe 37–47 North Fifth Street von Südosten

Houses at 37–47 North Fifth Street ist die Bezeichnung, unter der eine Reihe aus sechs Wohnhäusern in Hudson, New York in das National Register of Historic Places eingetragen ist. Die Gebäude in einem italienisch anmutenden Baustil wurden um 1870 durch den ortsansässigen Bauunternehmer Freeman Coons errichtet.
Sie sind ein intaktes Beispiel für Arbeiterwohnungen aus dem Ende des 19. Jahrhunderts, die nach etlichen Jahrzehnten der Vernachlässigung Ende des 20. Jahrhunderts renoviert wurden und 2003 in das National Register of Historic Places eingetragen wurden. Sie wurden Mitte 2009 durch eine örtliche Drogentherapie-Einrichtung genutzt.

## Gebäude
Fünf der sechs Reihenhäuser sind identische zweistöckige Holzständerbauten mit drei Jochen, die über ein durchgehendes Satteldach verfügen, das mit Teerpappe gedeckt ist. Sie haben individuelle Fassaden in einem italienisch anmutenden Stil mit Gesimsen auf Kragsteinen, Aufschiebefenster und getäfelte Eingangstürlaibung.
Die nach Osten gerichtete Frontfassade ist mit Holzbohlen verschindelt, die Fenster sind paarweise Fensterläden. Nach Westen hin ist das Kellergeschoss freigestellt und erweckt so den Eindruck, es handele sich um ein dreistöckiges Bauwerk. Im Innern sind die Häuser in zwei oder drei Apartments aufgeteilt, wovon manche nur Einzimmerwohnungen sind.
Aus der Häuserreihe sticht Haus Nummer 47 hervor, da dieses drei Stockwerke umfasst und fast doppelt so tief ist wie die restlichen Häuser in der Reihe. An der Nordseite umläuft eine Ladenfront die Ecke; darüber sitzt an der Giebelseite ein Lüftungsschlitz. Außerdem bestehen zwei Flachdacherweiterungen, wovon die eine eine Etage umfasst und die andere zweistöckig ist. Beide Anbauten haben gezähnte Gesimse.

## Geschichte
Der Walfang, der zur Gründung Hudsons geführt hatte, begann Mitte des 19. Jahrhunderts an Bedeutung für die örtliche Wirtschaft zu verlieren und wurde durch Produktionsbetriebe verdrängt. Diese erforderten den Einsatz von Arbeitskräften, die in der wachsenden Stadt untergebracht werden mussten. Der Gitternetzplan der Stadt war zwar schon weitgehend bebaut, es gab dennoch freie Flächen an seinen Rändern, in der Nähe der Fabriken.
In den Jahren nach dem Sezessionskrieg kauften Freeman Coons und seine Partner, die einen Bauholzbetrieb besaßen, Gelände in dem unbebauten Bereich der Fifth Street nördlich der State Street. Dort bauten sie die Häuser mit den zur Vermietung bestimmten Wohnungen. Diese entstanden zwischen 1869 und 1871 als anonymen Bauwerke und wurden verkauft.
Die Aufzeichnungen vom United States Census 1870 ergeben, dass von der Häuserreihe die Häuser Nummer 43, 45 und 47 schon fertiggestellt und bewohnt waren; der United States Census 1880 nennt jedoch nur zwei der Häuser. Die Daten zeigen, dass die Häuser von Arbeitern und ihren Familien bewohnt waren.
Im Laufe des folgenden Jahrhunderts blieben die Häuser intakt und unverändert, waren jedoch im Niedergang begriffen, so wie es die Stadt selbst war, auch nachdem 1985 mit dem Hudson Historic District das Zentrum als historischer Bezirk ausgewiesen wurde, dessen Antiquitätengeschäfte und Kunstgalerien Besucher anzogen. Ende der 1990er Jahre begann Housing Resources of Columbia County (HRCC), deren Büroräume nur um die Ecke lagen, mit einem -Stadterneuerungsprogramm an der North Fifth Street, um dieses „Nest des Stadtverfalls“ anzugehen. Das Ziel war der Ankauf der vernachlässigten Anwesen in dem Straßenblock, einschließlich der Reihenhäuser, um sie in Eigentumswohnungen umzuwandeln und den Abwärtstrend in dem Stadtviertel umzukehren.
Durch die Kombination staatlicher und kommunaler Zuschüsse war HRCC in der Lage, den Großteil des Blocks zu erwerben und zu restaurieren, einschließlich der Eckhäuser. Während der Realisierung der Maßnahme wurde HRCC von Twin County Alcohol and Substance Abuse Services kontaktiert, die sowohl nach Büroflächen als auch nach Räumlichkeiten suchten, um ihre Patienten unterzubringen, Entziehungspatienten, die bereits zu einem selbständigen Leben zurückgekehrt waren, jedoch noch ambulante Behandlung benötigten. HRCC entschied, die Eckhäuser zu diesem Zweck umzugestalten, wodurch letztlich eine Nutzfläche von 560 m² entstand. Diese Arbeiten waren 2002 abgeschlossen.